# John Ponsonby (5e comte de Bessborough)
Pour les articles homonymes, voir Ponsonby.
John George Brabazon Ponsonby, 5e comte de Bessborough (14 octobre 1809 - 28 janvier 1880) titré « vicomte Duncannon » (entre 1844 et 1847) est un homme politique et pair anglo-irlandais.

## Biographie
Né à Londres, il est le fils aîné de John Ponsonby (4e comte de Bessborough), et de son épouse, Lady Maria Fane, troisième fille de John Fane (10e comte de Westmorland). Joueur de cricket dans sa jeunesse, il joue cinq matches de première classe avec le club de cricket Marylebone (MCC) dans les années 1830.

## Carrière politique
Il entre à la Chambre des communes lors d'une élection partielle en 1831, siégeant pour Bletchingley. Deux mois plus tard, lors des élections générales, il est réélu pour Higham Ferrers jusqu'à la suppression de sa circonscription en 1832. Il est réélu à la Chambre pour Derby en 1835 et se représente jusqu'en juin 1847, date à laquelle devient comte à la mort de son père. En 1832, il passe quelque temps à l’ambassade de Grande-Bretagne à Saint-Pétersbourg et, un an plus tard, il devient secrétaire de Lord Palmerston. Il devient ministre après avoir été nommé maître des Buckhounds de Lord John Russell en 1848, poste qu'il occupe jusqu'à la chute du gouvernement en 1852. Il occupe le même poste de 1852 à 1855 dans le gouvernement de coalition de Lord Aberdeen, de 1855 à 1858 dans le premier gouvernement de Lord Palmerston et de 1859 à 1866 dans les deuxièmes administrations de Palmerston et de Russell. En janvier 1866, il est nommé Lord-intendant sous Russell, poste qu'il occupe jusqu'à la perte du pouvoir des libéraux en juin 1866, ainsi qu'entre 1868 et 1874, sous le premier gouvernement de William Ewart Gladstone.
Lord Bessborough est également lord-lieutenant de Carlow entre 1838 et sa mort en 1880.

## Famille
Il épouse Lady Frances Lambton, fille aînée de John George Lambton, le 8 septembre 1835. Elle meurt le 18 décembre 1835 et le 4 octobre 1849, il épouse Caroline Gordon-Lennox, fille aînée de Charles Gordon-Lennox (5e duc de Richmond). Il n'y a pas d'enfants des deux mariages. Il meurt en janvier 1880, à l'âge de 70 ans. Son frère cadet, Frederick Ponsonby (6e comte de Bessborough), lui succède.